# Josh Sargent
Joshua "Josh" Thomas Sargent (O'Fallon, 20 de fevereiro de 2000) é um futebolista norte-americano que atua como atacante. Atualmente joga pelo Norwich City.
Em maio de 2017 aos 17 anos, tornou-se o jogador mais novo dos Estados Unidos a marcar na Copa do Mundo FIFA Sub-20.

## Carreira

### Início
Sargent nasceu em O'Fallon, Missouri de Jeff e Liane Sargent, que jogaram futebol de nível universitário. Josh ingressou no Scott Gallagher Soccer Club aos 8 anos.

### Werder Bremen
Em 20 de setembro de 2017, o Werder Bremen anunciou que Josh se unirá ao clube em 1 de janeiro de 2018 e depois assinará um contrato profissional em seu décimo sexto aniversário.

## Seleção Norte-americana
Em 22 de maio de 2017, marcou dois gols no empate por 3–3 para o Equador pela primeira rodada do grupo F da Copa do Mundo FIFA Sub-20 de 2017, se tornou o jogador mais jovem dos Estados Unidos a marcar na Copa do Mundo FIFA Sub-20 com 17 anos e 91 dias.
Participou da Copa do Mundo FIFA Sub-17 de 2017, marcou três gols em cinco partidas.

## Estatísticas
Atualizado até 21 de outubro de 2017

### Seleção Norte-americana
| Ano   |       |      |         |       |
| Ano   | Jogos | Gols | Assist. | Média |
| ----- | ----- | ---- | ------- | ----- |
| 2015  | 2     | 1    | 0       | 0,5   |
| Total | 2     | 1    | 0       | 0,5   |

| Ano   |       |      |         |       |
| Ano   | Jogos | Gols | Assist. | Média |
| ----- | ----- | ---- | ------- | ----- |
| 2015  | 3     | 1    | 0       | 0,33  |
| 2016  | 16    | 13   | 7       | 0,81  |
| 2017  | 11    | 10   | 4       | 0,90  |
| Total | 30    | 24   | 11      | 0,8   |

| Ano   |       |      |         |       |
| Ano   | Jogos | Gols | Assist. | Média |
| ----- | ----- | ---- | ------- | ----- |
| 2017  | 5     | 4    | 1       | 0,8   |
| Total | 5     | 4    | 1       | 0,8   |

| Ano   |       |      |         |       |
| Ano   | Jogos | Gols | Assist. | Média |
| ----- | ----- | ---- | ------- | ----- |
| 2015  | 5     | 2    | 0       | 0,4   |
| 2016  | 16    | 13   | 7       | 0,81  |
| 2017  | 16    | 14   | 5       | 0,87  |
| Total | 37    | 29   | 12      | 0,78  |

Expanda a caixa de informações para conferir todos os jogos deste jogador, pela sua seleção nacional.
Sub-15
|    | Data                 | Local                               | Resultado | Adversário | Gol(s) | Assist. | Competição |
| -- | -------------------- | ----------------------------------- | --------- | ---------- | ------ | ------- | ---------- |
| 1. | 16 de agosto de 2015 | St. Georges Park, Burton upon Trent | 2–2       | Inglaterra | 0      | 0       | Amistoso   |
| 2. | 19 de agosto de 2015 | St. Georges Park, Burton upon Trent | 3–3       | Inglaterra | 1      | 0       | Amistoso   |

Sub-17
|     | Data                   | Local                                      | Resultado | Adversário    | Gol(s) | Assist. | Competição                         |
| --- | ---------------------- | ------------------------------------------ | --------- | ------------- | ------ | ------- | ---------------------------------- |
| 1.  | 2 de dezembro de 2015  | Premier Sports Campus, Lakewood Ranch      | 2–3       | Inglaterra    | 0      | 0       | Nike Friendlies 2015               |
| 2.  | 4 de dezembro de 2015  | Premier Sports Campus, Lakewood Ranch      | 2–1       | Países Baixos | 1      | 0       | Nike Friendlies 2015               |
| 3.  | 6 de dezembro de 2015  | Premier Sports Campus, Lakewood Ranch      | 0–3       | Brasil        | 0      | 0       | Nike Friendlies 2015               |
| 4.  | 22 de março de 2016    | Le Poiré-sur-Vie                           | 1–1       | Brasil        | 0      | 1       | Torneio de Montaigu 2016           |
| 5.  | 24 de março de 2016    | Le Poiré-sur-Vie                           | 2–2       | Inglaterra    | 0      | 0       | Torneio de Montaigu 2016           |
| 6.  | 26 de março de 2016    | Bretignolles-sur-Mer                       | 4–0       | Rússia        | 0      | 0       | Torneio de Montaigu 2016           |
| 7.  | 28 de março de 2016    | Stade Maxime Bossis, Montaigu              | 3–2       | França        | 0      | 0       | Torneio de Montaigu 2016           |
| 8.  | 15 de abril de 2016    | Lockhart Stadium, Fort Lauderdale          | 3–1       | Canadá        | 0      | 0       | Amistoso                           |
| 9.  | 17 de abril de 2016    | Lockhart Stadium, Fort Lauderdale          | 3–1       | Canadá        | 0      | 1       | Amistoso                           |
| 10. | 21 de maio de 2016     | Tilak Maidan Stadium, Goa                  | 0–0       | Coreia do Sul | 0      | 0       | AIFF Youth Cup 2016                |
| 11. | 23 de maio de 2016     | Tilak Maidan Stadium, Goa                  | 2–1       | Malásia       | 2      | 0       | AIFF Youth Cup 2016                |
| 12. | 15 de setembro de 2016 | Bradenton                                  | 8–0       | Guatemala     | 2      | 1       | Amistoso                           |
| 13. | 17 de setembro de 2016 | Lakewood Ranch                             | 9–0       | Guatemala     | 2      | 1       | Amistoso                           |
| 14. | 22 de outubro de 2016  | Bradenton                                  | 3–1       | Costa Rica    | 1      | 1       | Amistoso                           |
| 15. | 24 de outubro de 2016  | Bradenton                                  | 4–0       | Costa Rica    | 1      | 0       | Amistoso                           |
| 16. | 2 de novembro de 2016  | Independence Park, Kingston                | 3–0       | Jamaica       | 1      | 0       | Amistoso                           |
| 17. | 30 de novembro de 2016 | Lakewood Ranch                             | 7–1       | Portugal      | 3      | 0       | Nike Friendlies 2016               |
| 18. | 2 de dezembro de 2016  | Lakewood Ranch                             | 5–1       | Turquia       | 0      | 2       | Nike Friendlies 2016               |
| 19. | 4 de dezembro de 2016  | Lakewood Ranch                             | 3–0       | Brasil        | 1      | 0       | Nike Friendlies 2016               |
| 20. | 23 de abril de 2017    | Estádio Maracaná, Cidade do Panamá         | 5–0       | Jamaica       | 1      | 1       | Campeonato da CONCACAF Sub-17 2017 |
| 21. | 26 de abril de 2017    | Estádio Maracaná, Cidade do Panamá         | 4–3       | México        | 2      | 1       | Campeonato da CONCACAF Sub-17 2017 |
| 22. | 3 de maio de 2017      | Estádio Maracaná, Cidade do Panamá         | 3–0       | Honduras      | 2      | 0       | Campeonato da CONCACAF Sub-17 2017 |
| 23. | 5 de maio de 2017      | Estádio Maracaná, Cidade do Panamá         | 6–2       | Cuba          | 0      | 0       | Campeonato da CONCACAF Sub-17 2017 |
| 24. | 7 de maio de 2017      | Estádio Rommel Fernández, Cidade do Panamá | 1–1       | México        | 0      | 0       | Campeonato da CONCACAF Sub-17 2017 |
| 25. | 22 de agosto de 2017   | Sokol Hostouň, Hostouň                     | 4–1       | Hungria       | 2      | 1       | Amistoso                           |
| 26. | 6 de outubro de 2017   | Estádio Jawaharlal Nehru, Deli             | 3–0       | Índia         | 1      | 0       | Copa do Mundo Sub-17 2017          |
| 27. | 9 de outubro de 2017   | Estádio Jawaharlal Nehru, Deli             | 1–0       | Gana          | 0      | 0       | Copa do Mundo Sub-17 2017          |
| 28. | 12 de outubro de 2017  | Estádio DY Patil, Nova Bombaim             | 1–3       | Colômbia      | 0      | 0       | Copa do Mundo Sub-17 2017          |
| 29. | 16 de outubro de 2017  | Estádio Jawaharlal Nehru, Deli             | 5–0       | Paraguai      | 1      | 1       | Copa do Mundo Sub-17 2017          |
| 30. | 21 de outubro de 2017  | Estádio Fatorda, Margão                    | 1–4       | Inglaterra    | 1      | 0       | Copa do Mundo Sub-17 2017          |

Sub-20
|    | Data               | Local                              | Resultado | Adversário     | Gol(s) | Assist. | Competição                |
| -- | ------------------ | ---------------------------------- | --------- | -------------- | ------ | ------- | ------------------------- |
| 1. | 22 de maio de 2017 | Incheon Football Stadium, Incheon  | 3–3       | Equador        | 2      | 0       | Copa do Mundo Sub-20 2017 |
| 2. | 25 de maio de 2017 | Incheon Football Stadium, Incheon  | 1–0       | Senegal        | 1      | 0       | Copa do Mundo Sub-20 2017 |
| 3. | 28 de maio de 2017 | Daejeon World Cup Stadium, Daejeon | 1–1       | Arábia Saudita | 0      | 0       | Copa do Mundo Sub-20 2017 |
| 4. | 1 de junho de 2017 | Incheon Football Stadium, Incheon  | 6–0       | Nova Zelândia  | 1      | 1       | Copa do Mundo Sub-20 2017 |
| 5. | 4 de junho de 2017 | Jeonju World Cup Stadium, Jeonju   | 1–2       | Venezuela      | 0      | 0       | Copa do Mundo Sub-20 2017 |

## Títulos

### Prêmios individuais
- Equipe ideal do Campeonato da CONCACAF Sub-17 de 2017[31]
- Chuteira de Prata da Copa do Mundo FIFA Sub-20 de 2017